# Ordre de la Couronne de Westphalie

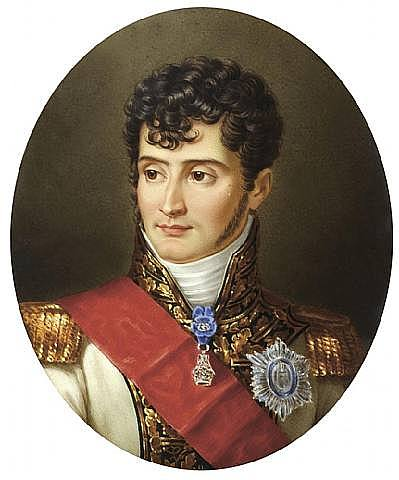
Jérôme, avec la croix et la plaque de commandeur de l'ordre. Peint par Sophie Liénard.

L'ordre de la Couronne de Westphalie (en allemand : Orden der Westfälischen Krone) est un ordre honorifique du Royaume de Westphalie destiné à récompenser les services militaires et civils. Il exista de 1809 à 1815.

## Historique
Le 7 juillet 1807, Napoléon Ier donna à son plus jeune frère Jérôme Bonaparte le royaume de Westphalie, créé de toutes pièces à partir d'États allemands jusque-là indépendants et les provinces occidentales de la Prusse. Après en avoir confié l’organisation à des hommes d'État français confirmés, tel le comte Joseph Jérôme Siméon (1749-1842), il invita Jérôme à prendre possession de son royaume le 7 décembre 1807.

Le royaume organisé, il ne manquait au souverain qu’une décoration à remettre à ses sujets. Jérôme présenta à l’Empereur dès juillet 1808 un projet d’ordre ainsi motivé : 

« l’institution d’un ordre westphalien devrait plaire aux Allemands […] Votre Majesté connaît leur caractère, beaucoup d’entre eux ont été obligés de quitter leurs décorations et rien ne leur sera plus agréable que de voir fonder un nouvel ordre de leur royaume. »

 L’insigne, en forme de croix à huit pointes anglée de rayons aurait été chargé au centre de l’aigle westphalien. L’institution aurait pris le nom d’ordre de l'Aigle bleu. Napoléon n’accéda pas aux vœux de son frère. L’insigne ressemblait trop à celui de la Légion d'honneur, et puis l’empereur estimait trop récente la souveraineté de son cadet pour qu’il envisageât de récompenser qui que ce soit.
Enfin, le 25 décembre 1809, « nanti de l’autorisation impériale », le roi put signer les décrets royaux de création de l’ordre de la Couronne de Westphalie.
D’après le décret du 5 février 1810, l’insigne, inspiré du blason du royaume créé en 1807 sous la direction de Talleyrand, révélait une symbolique complexe : un serpent se mordant la queue, symbole d’immortalité, entourait un ensemble de motifs illustrant la nature composite du royaume, le tout surmonté d’une aigle impériale couronnée. « Il y a trop de bêtes dans cet ordre-là ! », se serait exclamé l’Empereur en lisant le décret.
Jérôme remit donc son ouvrage sur le métier. Un nouveau décret fut rédigé, édicté le 25 avril 1810, qui fixa définitivement la composition de l’insigne, au contour général proche de celui de l'ordre de la Couronne de fer. Au-dessus d’une couronne à bandeau, on retrouve les éléments symboliques constitutifs de l’insigne précédent : animaux héraldiques, serpent en bélière, et bien entendu l’aigle impériale empiétant un foudre.
Malgré tous les fastes qui l’entourèrent, l’ordre disparut avec le royaume de Westphalie en 1813. Jérôme continua néanmoins d’en porter les insignes jusqu’à sa mort en 1860.

## Organisation
Les membres se divisaient en trois puis quatre classes. Cet ordre devait se composer de :
- 10 grands-commandeurs ou dignitaires, dont trois ayant chacun une grande commanderie ;
- 30 commandeurs ;
- 300 chevaliers de première classe ;
- 500 chevaliers de seconde classe.

Ne sont pas compris dans ce nombre les princes de la famille impériale et les étrangers auxquels Sa Majesté voudrait conférer cette décoration.
Le roi est grand-maître de l'ordre.
Le prince royal seul reçoit de droit en naissant la grande décoration de l'ordre.
Les grands-commandeurs ont le titre d'Excellence, et jouissent des honneurs civils accordés aux grands-officiers de la Couronne, et des honneurs militaires rendus au plus haut grade.
Les commandeurs reçoivent les mêmes honneurs civils que les conseillers d'État, et les honneurs militaires attachés au grade d'officier.

## Description de la décoration
La décoration est composée d'une couronne à huit fleurons d'or sans absides, posée sur un bandeau émaillé bleu, sur lequel sont écrites en lettres romaines en or et dans tout son pourtour, la devise de l'ordre) : « CHARACTER UND AUFRICHTIGKEIT » en français : « Caractère et honnêteté », ainsi que la date de sa fondation au revers : « ERRICHTET DEN XXV DEC. M. DCCC. IX ».
Sur le fond de la couronne et au milieu posent une aigle et un lion adossés et couronnés par une seule couronne.
À droite du côté du lion, est le cheval de Westphalie ; à gauche, du côté de l'aigle, est le lion de Cassel.
Le tout est surmonté de l'aigle impériale couronnée et portée sur son foudre, sur lequel est écrit : « JE LES UNIS. »
La décoration est suspendue à un ruban gros-bleu moiré, par un anneau ayant la forme d'un serpent se mordant la queue, symbole de l'immortalité.
Le revers de la croix est absolument semblable, avec cette différence seulement, qu'il y a sur l'aigle et le lion adossés, un écu azuré sur lequel sont les lettres romaines « H N » entrelacées.
La décoration de Grand-Commandeur a trente lignes de hauteur, à partir du dessous du bandeau de la couronne jusqu'au-dessous de la couronne de l'aigle impériale. Celle de Commandeur n'a que vingt-trois ligues de haut y et celle de Chevalier n'en a que seize.
Les Grands-Commandeurs portent la décoration, par-dessus l'habit, de droite à gauche.
Les chevaliers attachaient à la boutonnière un insigne d’argent et les commandeurs suspendaient à leur cou un bijou en or. Les grands commandeurs arboraient quotidiennement une plaque – nouveauté par rapport au décret du 5 février 1810 qui n’en prévoyait pas – et un cordon. Les jours de solennité, ils portaient un collier d’or.

## Une autre décoration westphalienne: la médaille d'honneur
Jérôme se dédommagea provisoirement du refus impérial de 1808 en créant, par décret du 17 juin 1809, une « médaille d'honneur », médaille militaire destinée aux sous-officiers et soldats, « pour entretenir et fortifier davantage dans son armée le bon esprit dont elle s’était, dès sa formation, montrée animée ».
Cette médaille comportait trois classes :
1. En or pour trente ans de service,
2. En argent pour dix ans ;
3. et la dernière en bronze.

Deux modèles de cette médaille sont connus un modèle rond et un modèle ovale.

## Récipiendaires
Grands-commandeurs
- 15 août 1810 :
  - Pierre-Alexandre Le Camus, ministre secrétaire d'État et des relations extérieures de Westphalie ;
- 14 novembre 1811 :
  - Louis de Hesse-Philippsthal, grand chambellan
  - Joseph Jérôme Siméon, ministre de la Justice ;
- 12 novembre 1812 :
  - Georg Ernst Levin von Wintzingerode (de), ministre plénipotentiaire à Paris
- 1er janvier 1813 :
  - Le prince-évêque de Corvey, Grand aumônier
  - Le comte de Bocholtz, conseiller d'État à vie, grand-maître des cérémonies de Westphalie